# Монгольский краснопёр
Монгольский краснопёр (лат. Chanodichthys mongolicus) — вид пресноводных лучепёрых рыб семейства карповые отряда карпообразные.
Средняя длина тела 30—50 см. Максимальная зарегистрированная длина 100 см. Максимальный зарегистрированный вес 4 кг, возраст — 10 лет. В спинном плавнике 3 жёстких и 7 мягких лучей. В анальном плавнике 3 жёстких и 20—21 мягких лучей. Боковая линия проходит посередине тела, она прямая. Спина рыбы зеленовато-серая, брюхо серебристо-белое. Анальный, грудные и брюшные плавники оранжевые.
Встречается в пресных водоёмах Азии: в водосборах озёр Буир, Онон и Херлен в Монголии и в реках Амура и Янцзы. Нерестится в июне. Икра пелагическая. Считается видом вне опасности, безвреден для человека. Промыслового значения не имеет.